# Hydriris scotialis
Hydriris scotialis là một loài bướm đêm trong họ Crambidae.